# Super six 2007
Super six 2007 byl třetí ročník poháru vítězů nejlepších šesti evropských hokejových lig – Super six. Turnaj se konal v Petrohradě.Turnaj se konal v Petrohradě od 11. ledna do 14. ledna.

## Účastníci

### Divize Alexandra Ragulina
- HPK Hämeenlinna
- MsHK Žilina
- HC Sparta Praha

### Divize Ivana Hlinky
- Ak Bars Kazaň
- HC Lugano
- Färjestad BK

## Formát turnaje
Mistři šesti nejlepších hokejových lig v Evropě byli rozlosováni do dvou skupin po třech mužstvech, která se utkala ve skupině každý s každým. Skupiny byly pojmenovány po hokejistech Ivanu Hlinkovi a Alexandru Ragulinovi. Vítězové obou skupin se následně utkali o celkové prvenství ve finále.

## Základní skupina A (skupina Alexandra Ragulina)

### Tabulka
| Poř. | Tým             | Zápasů | Výhry | Výhry v prodloužení | Porážky v prodloužení | Porážky | VG | IG | +/- | Body |
| ---- | --------------- | ------ | ----- | ------------------- | --------------------- | ------- | -- | -- | --- | ---- |
| 1.   | HPK Hämeenlinna | 2      | 2     | 0                   | 0                     | 0       | 10 | 2  | +8  | 6    |
| 2.   | MsHK Žilina     | 2      | 1     | 0                   | 0                     | 1       | 4  | 9  | -6  | 3    |
| 3.   | HC Sparta Praha | 2      | 0     | 0                   | 0                     | 2       | 4  | 7  | -3  | 0    |

### Zápasy
| 11. leden 2007 | HPK Hämeenlinna | 7:0           | MsHK Žilina | Ledový palác, Petrohrad |
|                | HPK Hämeenlinna | (2:0,3:0,2:0) | MsHK Žilina |                         |

| Souhrn zápasu | Souhrn zápasu | Souhrn zápasu | Souhrn zápasu | Souhrn zápasu |
| ------------- | ------------- | ------------- | ------------- | ------------- |
|               |               |               |               |               |

| 12. leden 2007 | MsHK Žilina | 4:2           | HC Sparta Praha | Ledový palác, Petrohrad |
|                | MsHK Žilina | (0:1,2:1,2:0) | HC Sparta Praha |                         |

| Souhrn zápasu | Souhrn zápasu | Souhrn zápasu | Souhrn zápasu | Souhrn zápasu |
| ------------- | ------------- | ------------- | ------------- | ------------- |
|               |               |               |               |               |

| 13. leden 2007 | HC Sparta Praha | 2:3           | HPK Hämeenlinna | Ledový palác, Petrohrad |
|                | HC Sparta Praha | (1:1,1:2,0:0) | HPK Hämeenlinna |                         |

| Souhrn zápasu | Souhrn zápasu | Souhrn zápasu | Souhrn zápasu | Souhrn zápasu |
| ------------- | ------------- | ------------- | ------------- | ------------- |
|               |               |               |               |               |

## Základní skupina B (skupina Ivana Hlinky)

### Tabulka
| Poř. | Tým           | Zápasů | Výhry | Výhry v prodloužení | Porážky v prodloužení | Porážky | VG | IG | +/- | Body |
| ---- | ------------- | ------ | ----- | ------------------- | --------------------- | ------- | -- | -- | --- | ---- |
| 1.   | Ak Bars Kazaň | 2      | 2     | 0                   | 0                     | 0       | 9  | 4  | +5  | 6    |
| 2.   | HC Lugano     | 2      | 1     | 0                   | 0                     | 1       | 3  | 3  | 0   | 3    |
| 3.   | Färjestad BK  | 2      | 0     | 0                   | 0                     | 2       | 4  | 9  | -5  | 0    |

### Výsledky
| 11. leden 2007 | Ak Bars Kazaň | 6:4           | Färjestad BK | Ledový palác, Petrohrad |
|                | Ak Bars Kazaň | (2:2,2:1,2:1) | Färjestad BK |                         |

| Souhrn zápasu | Souhrn zápasu | Souhrn zápasu | Souhrn zápasu | Souhrn zápasu |
| ------------- | ------------- | ------------- | ------------- | ------------- |
|               |               |               |               |               |

| 12. leden 2007 | Färjestad BK | 0:3           | HC Lugano | Ledový palác, Petrohrad |
|                | Färjestad BK | (0:1,0:1,0:1) | HC Lugano |                         |

| Souhrn zápasu | Souhrn zápasu | Souhrn zápasu | Souhrn zápasu | Souhrn zápasu |
| ------------- | ------------- | ------------- | ------------- | ------------- |
|               |               |               |               |               |

| 13. leden 2007 | HC Lugano | 0:3           | Ak Bars Kazaň | Ledový palác, Petrohrad |
|                | HC Lugano | (0:1,0:1,0:1) | Ak Bars Kazaň |                         |

| Souhrn zápasu | Souhrn zápasu | Souhrn zápasu | Souhrn zápasu | Souhrn zápasu |
| ------------- | ------------- | ------------- | ------------- | ------------- |
|               |               |               |               |               |

### Výsledek finále
| 14. leden 2007 | HPK Hämeenlinna | 0:6           | Ak Bars Kazaň | Ledový palác, Petrohrad |
|                | HPK Hämeenlinna | (0:3,0:0,0:3) | Ak Bars Kazaň |                         |

| Souhrn zápasu | Souhrn zápasu | Souhrn zápasu | Souhrn zápasu | Souhrn zápasu |
| ------------- | ------------- | ------------- | ------------- | ------------- |
|               |               |               |               |               |

## Nejlepší hráči turnaje
- Nejlepší hráč: Alexej Morozov (Ak Bars Kazaň)

- Nejlepší brankář: Mika Noronen (Ak Bars Kazaň)

- Nejlepší obránce: Dick Tärnström (HC Lugano)

- Nejlepší útočník: Alexej Morozov (Ak Bars Kazaň)

- ALL Stars team novinářů: Mika Noronen (Ak Bars Kazaň), Vitali Proshkin (Ak Bars Kazaň) – Ilja Nikulin (Ak Bars Kazaň), Danis Zaripov (Ak Bars Kazaň) – Sergej Zinoviev (Ak Bars Kazaň) – Alexej Morozov (Ak Bars Kazaň).